# Gunungmulyo
Gunungmulyo is een bestuurslaag in het regentschap Rembang van de provincie Midden-Java, Indonesië. Gunungmulyo telt 2039 inwoners (volkstelling 2010).